# Lanvénégen
Lanvénégen (bretonisch: Lannejenn) ist eine französische Gemeinde mit 1133 Einwohnern (Stand 1. Januar 2022) im Département Morbihan in der Region Bretagne. Sie gehört zum Gemeindeverband Roi Morvan Communauté.

## Geographie
Lanvénégen liegt im Nordwesten des Départements Morbihan an der Grenze zum Département Finistère und gehört zum Pays du Roi Morvan.
Nachbargemeinden sind Le Faouët im Nordosten, Meslan im Südosten, Querrien im Süden sowie Guiscriff im Westen und Nordwesten.
Der Ort selber liegt, trotz zahlreicher Straßen, welche durch ihn hindurchführen, etwas abseits von wichtigen Durchgangsstraßen. Einige Kilometer östlich von Lanvénégen führt die D769 von Saint-Pol-de-Léon nach Lorient vorbei. Die wichtigste überregionale Straßenverbindung ist die RN 165 weiter im Süden.  
Die bedeutendsten Gewässer sind die Flüsse Ellé, Inam und Naïc sowie die Bäche Elise und St. Antoine. Teilweise bilden diese auch die Gemeinde- und Départementsgrenze. Auf dem Gemeindegebiet befinden sich mehrere Teiche. Die nach Fläche größten sind die Kaolin-Teiche bei Kerhouriou.

## Bevölkerungsentwicklung
| Jahr      | 1962 | 1968 | 1975 | 1982 | 1990 | 1999 | 2006 | 2019 |
| Einwohner | 1727 | 1513 | 1330 | 1232 | 1221 | 1180 | 1182 | 1144 |

## Geschichte
Die Gemeinde gehört historisch zur bretonischen Region Kernev (frz. Cornouaille) und innerhalb dieser Region zum Gebiet Aven und teilt dessen Geschichte. Lanvénégen war von 1793 bis zu dessen Auflösung 1801 Hauptort des Kantons Lanvénégen. Seither ist der Ort dem Kanton Gourin zugeteilt.

## Sehenswürdigkeiten
- Allée couverte von Keroual
- Kirche Saint-Conogan aus dem 15. und 16. Jahrhundert
- Kapelle Saint-Urlo aus dem 16. Jahrhundert
- Kapelle Saint-Georges aus dem 16. und 17. Jahrhundert
- ehemalige Kapelle Saint-Melaine aus dem 17. Jahrhundert
- Brunnen Saint-Urlo aus dem 16. Jahrhundert
- Schloss Saint-Quijeau aus dem 15.–18. Jahrhundert
- Herrenhaus (oder Schloss) Rosangat aus dem 18. Jahrhundert
- Herrenhaus von Lescréant aus dem 15. Jahrhundert
- alte Mühlen in La Trinité, Pont-Ledan, Villeneuve, Le Rest und Lescrant

Quelle:

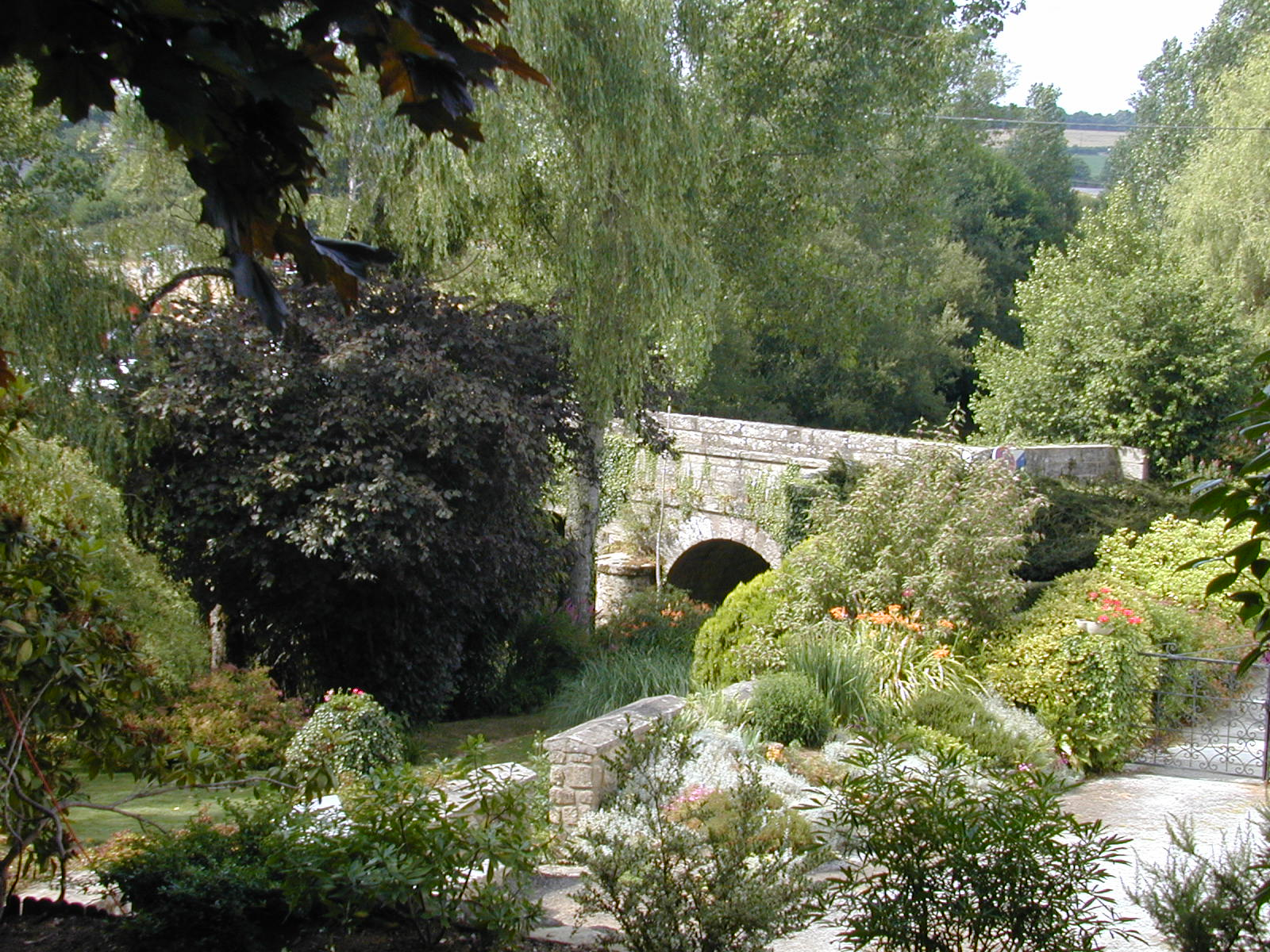
Brücke von Saint-Mélaine
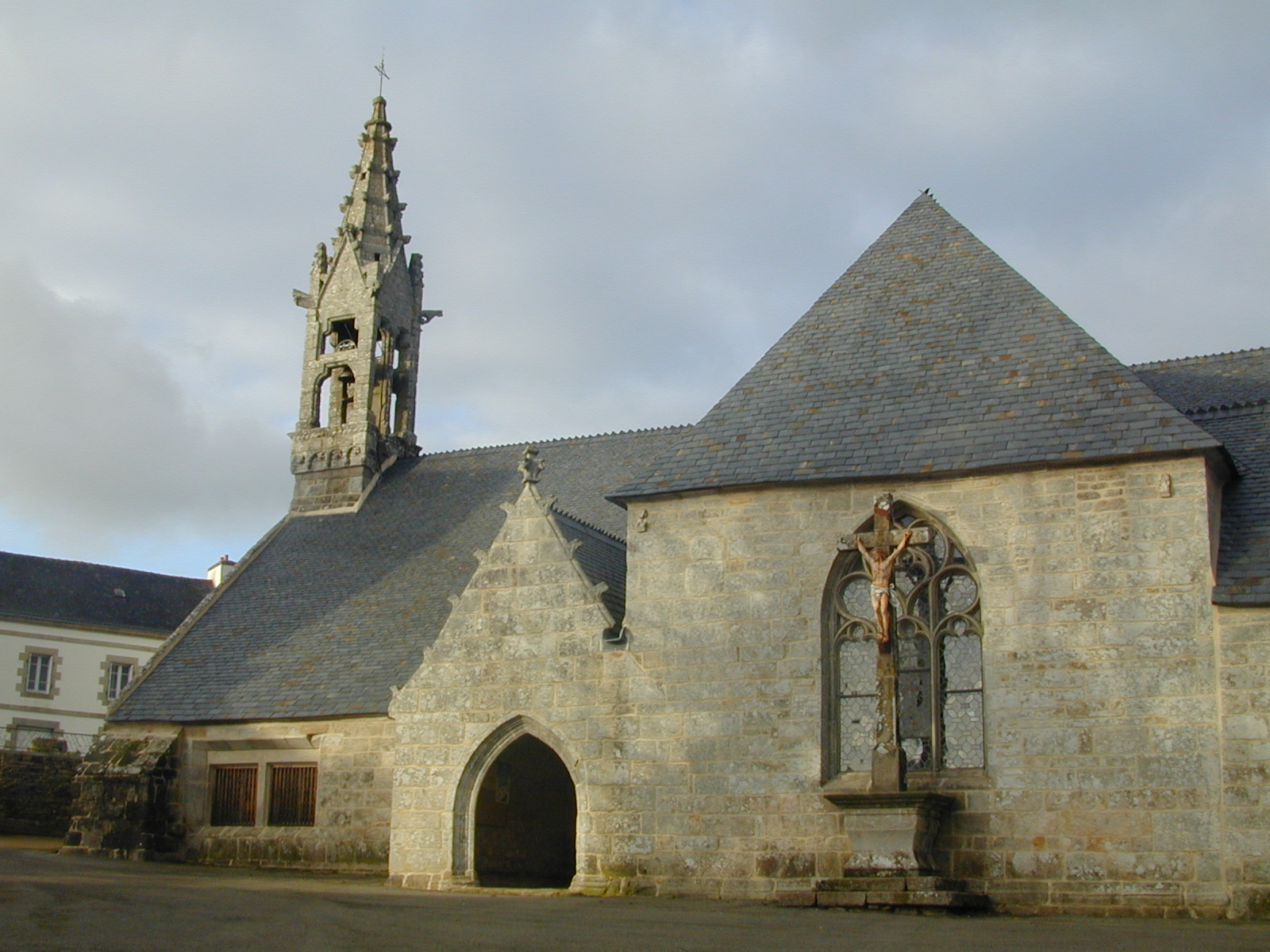
Kirche Saint-Conogan in Lanvénégen
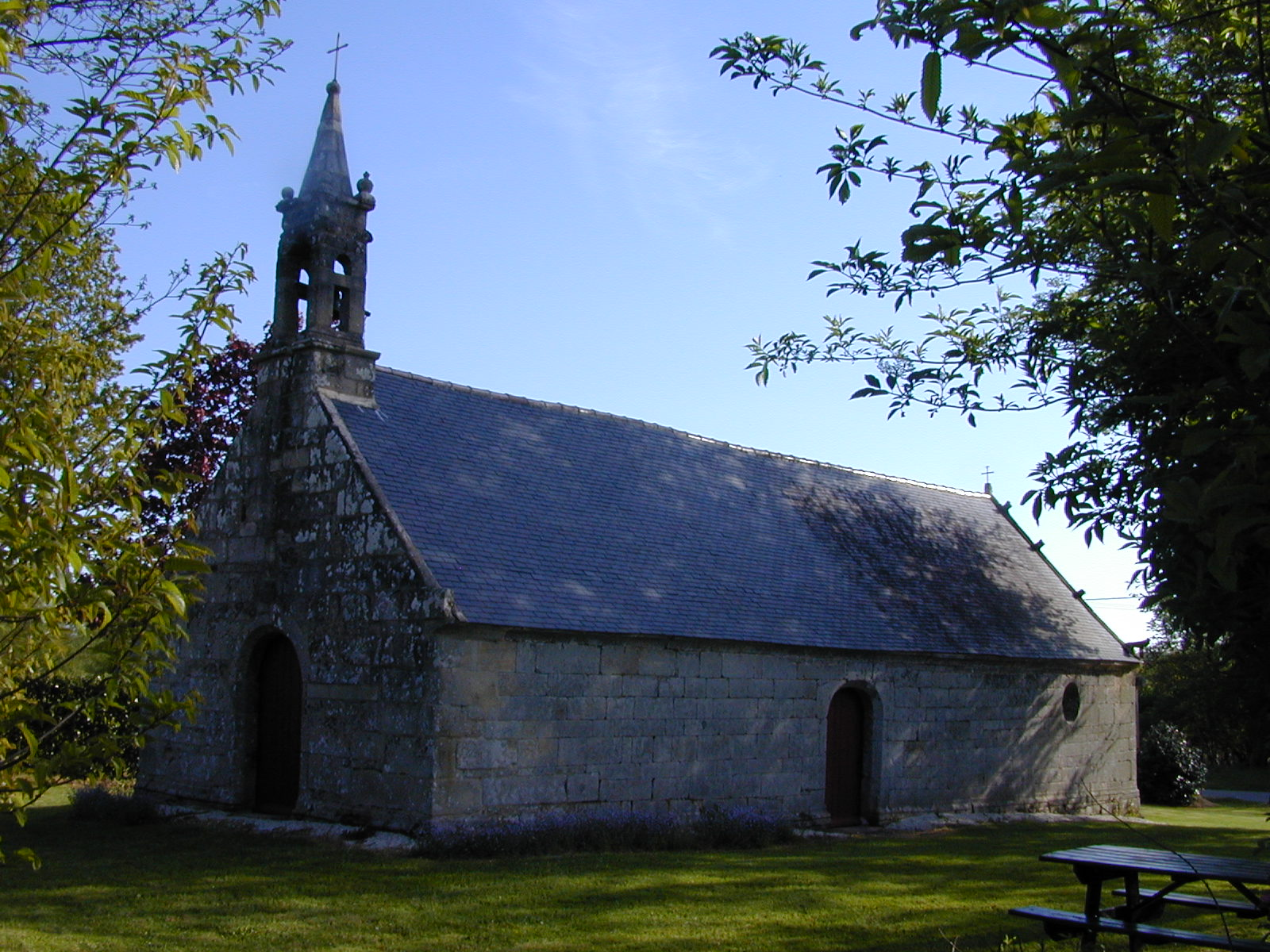
Kapelle Saint-Georges
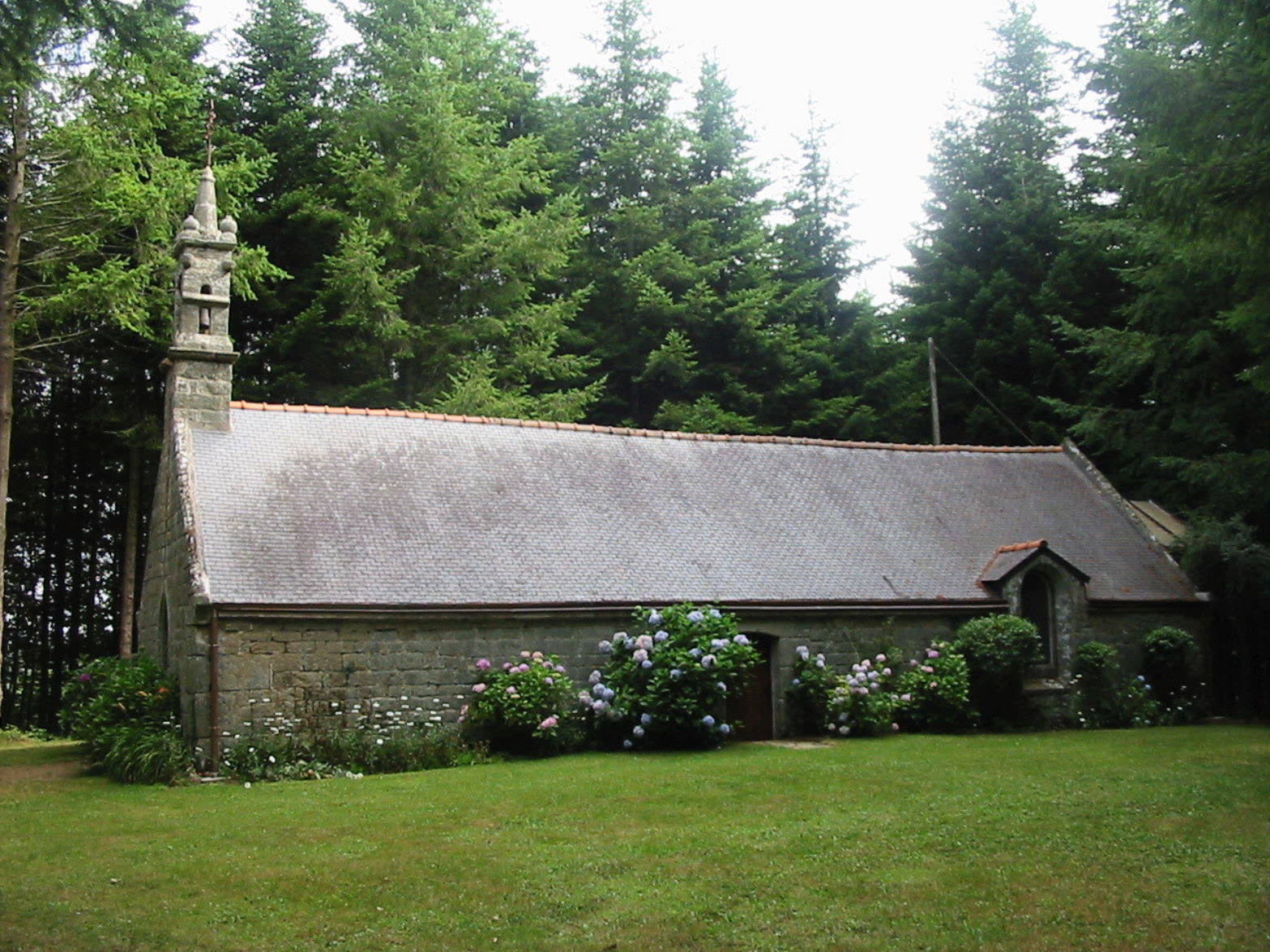
Kapelle Saint-Mélaine
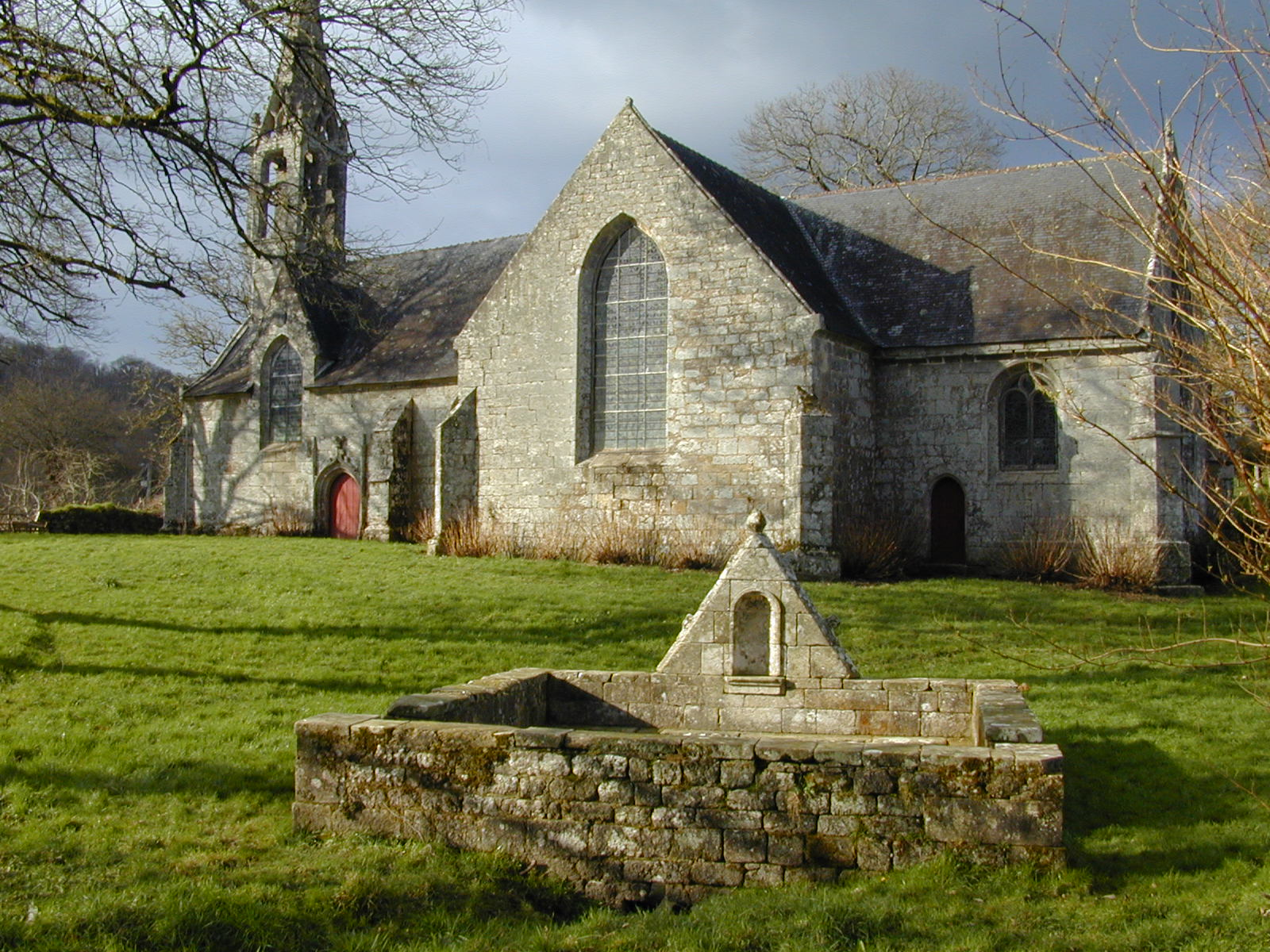
Kapelle Saint-Urlo
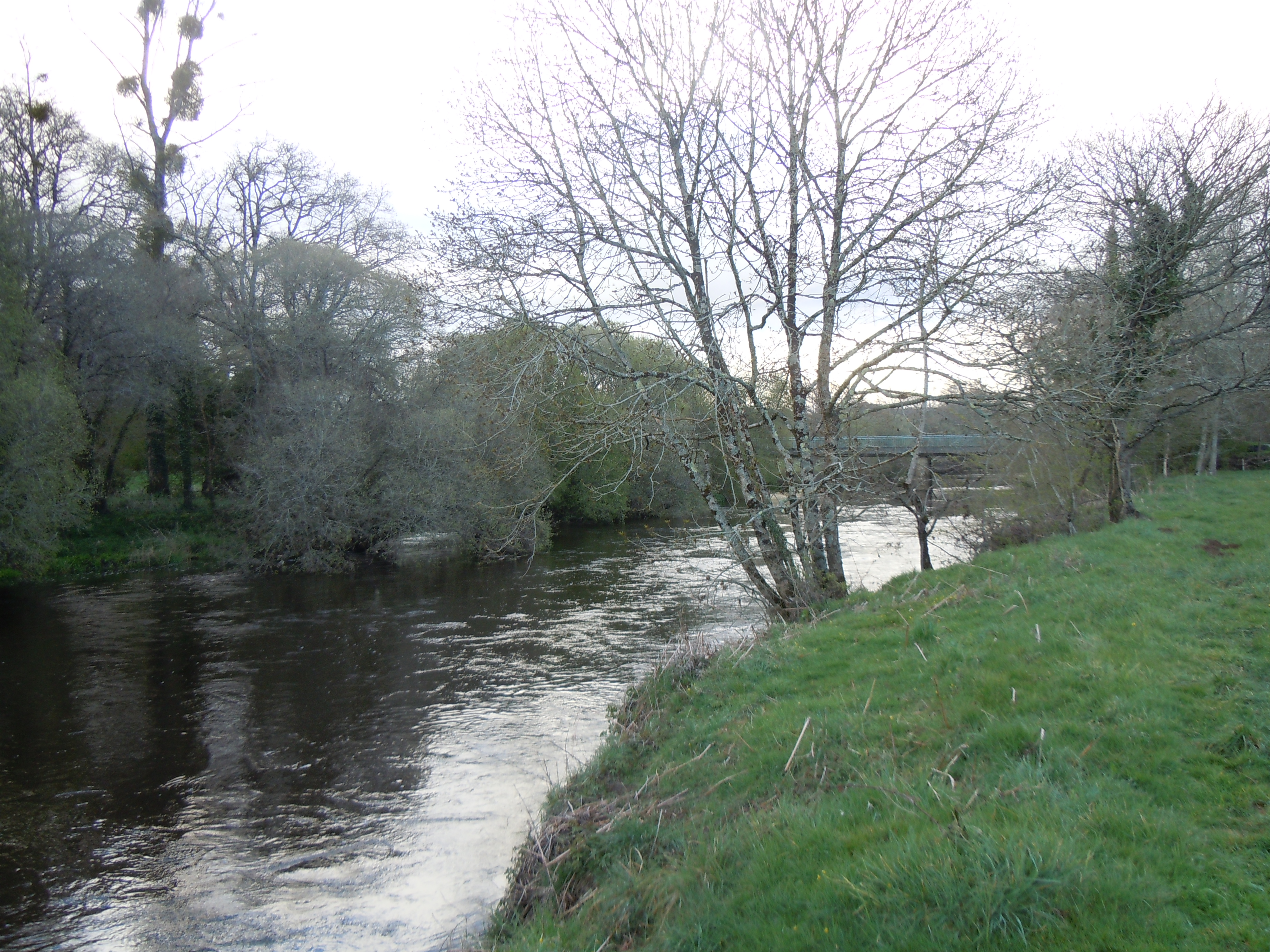
Der Fluss Ellé
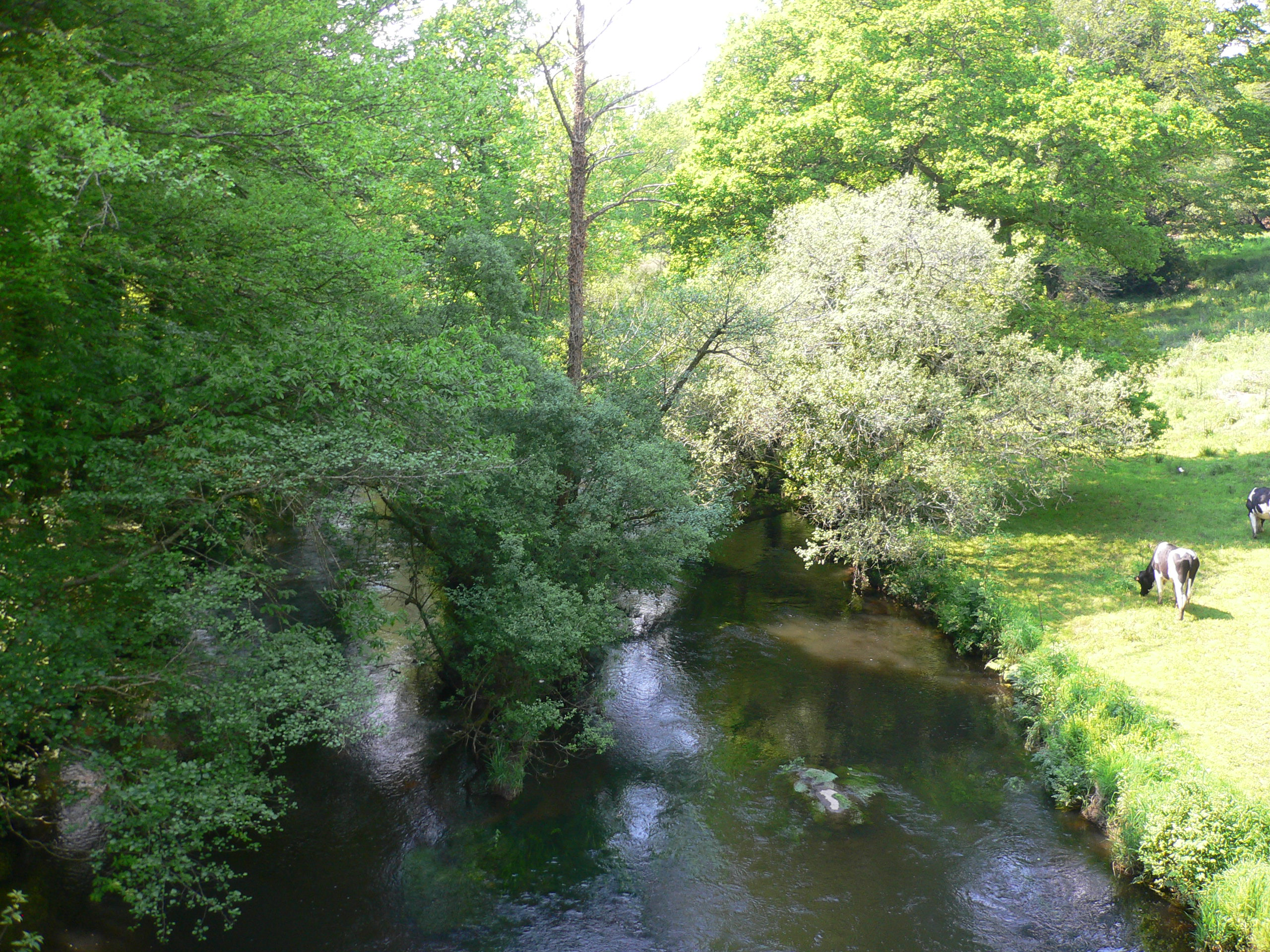
Der Fluss Inam in Lanvénégen
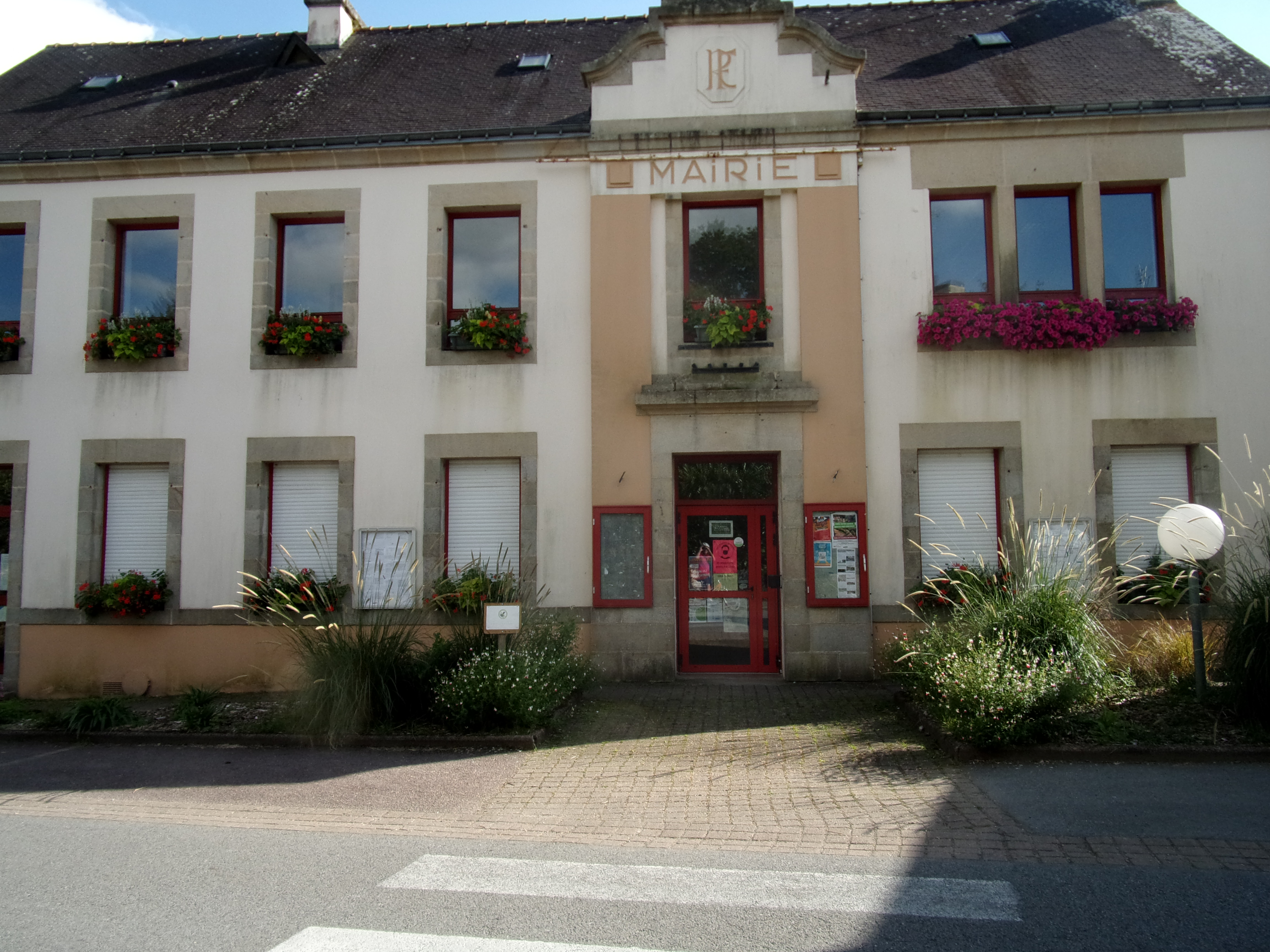
Rathaus (Mairie)